# 1980年の映画
1980年の映画（1980ねんのえいが）では、1980年（昭和55年）の映画分野の動向についてまとめる。
1979年の映画 - 1980年の映画 - 1981年の映画

## 出来事

### 世界
- 米国、『スター・ウォーズ/帝国の逆襲』（5月公開、アーヴィン・カーシュナー監督）が1億3400万ドルで[注 1]1980年の配給収入1位となる[2]　。
- 4月17日 - アニメ映画『銀河鉄道999』（りんたろう監督）、全米公開[3]。
- 4月29日 - サスペンスの神様・映画監督アルフレッド・ヒッチコック（80歳）死去[4][5]。
- 5月23日 - 黒澤明監督『影武者』、第33回カンヌ国際映画祭で最高賞（現在のパルム・ドールに相当）を米国映画『オール・ザット・ジャズ』（ボブ・フォッシー監督）とともに受賞[6][4][7][8]。
- 6月3日 - ウォルト・ディズニー・プロダクションの新代表取締役社長にウォルト・ディズニーの長女でダイアン・ディズニー・ミラーの夫・ロナルド・W・ミラーが就任。これに伴いドン・B・テータムが経営執行委員会議長に、E・カードン・ウォーカーが代表取締役会長に退く。
- 6月28日 - 『二百三高地』（舛田利雄監督）、インドネシア・ジョグジャカルタで開催の第26回アジア映画祭で最優秀映画賞（ジャマルディン・マリク賞）など受賞[9]。
- 8月28日 - ヴェネツィア国際映画祭のコンペティション部門が再開される。
- 9月11日 - 中国・西安、成都で日本映画祭を開催[6]。『絶唱』・『あゝ野麦峠』などを上映[6]。
- 9月25日 - 米国、ルイス・マイルストン監督死去[2][10]。
- 10月23日 - 米国、映画俳優組合のストライキ、製作者側との交渉妥結で終了[6]。10週間におよぶストライキは映画製作にも影響[6]。
- 11月3日 - 第27回アジア映画祭の開催国フィリピンが、1982年1月に開催予定の第1回マニラ映画祭を優先するため、アジア映画祭開催辞退を申し出る[6]。アジア映画製作者連盟の臨時理事会が第27回アジア映画祭の中止を決定[6]。
- 11月7日 - 米国、俳優スティーブ・マックイーン死去[2][11]。
- 12月8日 - 米国、元ビートルズのジョン・レノン射殺される[2][12]。

### 日本
- 1月
  - 東映、第10弾『トラック野郎・故郷特急便』（併映は『夢一族 ザ・らいばる』）が極度の興行不振で、看板シリーズ「トラック野郎」は製作中止に[7]。
  - 1月15日 - 東映、高倉健、吉永小百合共演の『動乱』公開[13][14] 、ヒット[15]。東京・丸の内東映、3月14日までロングラン[15]。
  - 1月30日 - 岡田茂東映社長、東急レクリエーションの社長を兼任[15]。
- 2月
  - 2月16日 - 東京・有楽座、『地獄の黙示録』（フランシス・フォード・コッポラ監督）を各回全席指定の特別興行実施[6]。
- 3月
  - 東宝、ドラえもん映画シリーズ第1作『ドラえもん のび太の恐竜』公開[16]。春休み興行は空前のアニメ映画ラッシュ[7]〔『火の鳥2772 愛のコスモゾーン』・『あしたのジョー』・『ドラえもん のび太の恐竜』・『家なき子』・東映まんがまつり『世界名作童話 森は生きている』など〕。
  - 大阪・梅田松竹会館、新築オープン[4]。
  - 3月11日 - 俳優・伊藤雄之助（60歳）死去[4]。
  - 3月24日 - 映画公開後2年間はテレビ放送はしないという業界慣行を破り、映画公開9か月で放送した『あゝ野麦峠』に対し、全興連は制作プロダクションの新日本映画に抗議[6]。
- 4月
  - 東宝、ディズニー映画の日本配給権獲得[5]。
  - 外資系AVストア、タワーレコード1号店、札幌市にオープン[6]。
  - 4月1日
    - 鈴木清順監督『ツィゴイネルワイゼン』が公開される[17]。製作-上映「産地直送方式」を標榜（）するシネマプラセットによる、特設映画館〔移動可能なエアドーム〕での興行はロングランとなる[7]。
    - 東宝、国鉄全国主要駅のキヨスクで『影武者』（黒澤明監督）の前売券を初めて販売[6]。

  - 4月5日 - 第52回アカデミー賞作品賞受賞作『クレイマー、クレイマー』（ロバート・ベントン監督）が公開され、ヒット[7]。
  - 4月23日 - 東京・有楽座で『影武者』ワールドプレミアを開催、ウィリアム・ワイラー監督、フランシス・フォード・コッポラ監督、アーサー・ペン監督など出席[5]。
- 5月
  - 5月8日 - 新劇女優・東山千栄子（89歳）死去[4]。
  - 5月21日 - 映画監督稲垣浩（74歳）死去[4][5]。
- 6月
  - 6月21日 - 新宿東映ホール・新宿日活を新宿東映ホール1・2に改称[15]。
  - 6月28日 
    - 東宝洋画系で角川映画『復活の日』（深作欣二監督）が公開され、入場料金は1500円と値上がりしたがヒット[8]。
    - 都内・京阪神の一部ロードショー館で、洋画・邦画ともに入場料金を値上げ[6]。一般（大人）1,300円から1,500円になる[6]。
- 7月
  - 7月18日 - 日活ロマンポルノ事件、東京高裁が全員無罪の一審支持判決[8]。
- 8月
  - 今村昌平監督『ええじゃないか』（1981年3月公開）の撮影のために、埼玉県三郷市に「江戸村」・「両国橋」のオープンセットを3億円かけて作成[7][18]。
  - 8月2日
    - 東映の『二百三高地』が公開され、ヒット[7][14]。その成功を羨望した東宝が 4年ぶりに 8.15シリーズ『連合艦隊』（1981年8月公開）の製作を決定[7]。
    - アニメ映画『ヤマトよ永遠に』（監督:舛田利雄ほか）、東映洋画系で封切、ヤマトフィーバーが起こり大ヒット[15]。
    - 名古屋東映名画座を名古屋・栄東映ホールと改称[15]。
- 9月
  - 9月1日 - 富士フイルムは35ミリネガティブA250を発表[19][8]。
- 10月
  - 10月21日 - 俳優・嵐寛寿郎（77歳）死去[4][20]。
  - 10月23日 - 大阪・ナビオ阪急、新築オープン[20]。24日、同ビル収容の梅田劇場、北野劇場、梅田スカラ座の3劇場がオープン[20]。
- 11月
  - 11月7日 - 歌手・越路吹雪（56歳）死去[20]。
  - 11月8日 - パラマウント映画=東宝=テレビ朝日=東北新社共同出資の『将軍 SHŌGUN』が劇場公開[20]。
  - 11月10日 - 米国俳優・スティーブ・マックイーンが東宝東和を肖像権侵害で訴えた訴訟で、東宝東和側に無罪判決[6]。詳細はスティーブ・マックイーン#肖像権訴訟。
  - 11月12日 - 東宝、東京ディズニーランド建設協力のため、社内に製作プロジェクト、東宝スタジオには組立作業所を設立[20]。
  - 11月19日 - 山口百恵（歌手・女優）、俳優・三浦友和と結婚、芸能界引退[21]。
- 12月
  - 12月6日 - 東京・有楽座、山口百恵引退映画『古都』ロードショー公開（一般公開は20日）[20]。
  - 12月14日 - 東映動画、製作中の長編動画『世界名作童話 白鳥の湖』の原画2500枚が盗まれる[3]。
  - 12月23日 - 黒澤明監督の要請により、映画『影武者』が第4回日本アカデミー賞のノミネートから除外される[22]（いわゆる、日本アカデミー賞批判・日本アカデミー賞ボイコット[23]）。〔ただし、後の黒澤作品『乱』・『夢』・『八月の狂詩曲』・『まあだだよ』は日本アカデミー賞の各賞を受賞している。〕
  - 12月31日 - 黒澤明監督『影武者』、配給収入が27億円を超え日本映画新記録樹立[20]。

## 周年
- 創業85周年
  - 松竹

## 日本の映画興行
- 入場料金（大人） 
  - 1,400円[24][25]
  - 映画館・映画別
    - 1,500円（日本ヘラルド、2月公開『地獄の黙示録』）[26]
    - 1,500円（20世紀フォックス、6月公開『スター・ウォーズ 帝国の逆襲』）[26]
    - 1,500円（東宝、4月公開『影武者』）[27]
    - 1,500円（東宝、6月公開『復活の日』）[27]
    - 1,400円（松竹、3月公開『遙かなる山の呼び声』）[27]
    - 1,400円（東映、1月公開『動乱』）[27]
    - 1,300円（有楽座、正月映画『戦国自衛隊』）[28]

  - 1,357円（統計局『小売物価統計調査（動向編） 調査結果』[29] 銘柄符号 9341「映画観覧料」） [30]
- 入場者数 1億6442万人[31]
- 興行収入 1659億1800万円[31]
- 家庭用ビデオテープレコーダ(VTR)の普及率 2.4% (内閣府「消費動向調査」)[32]

| 配給会社 | 配給本数 | 配給本数 | 配給本数 | 年間配給収入  | 概要 |
| 配給会社 | 新作     | 再映     | 洋画     | 前年対比      | 概要 |
| -------- | -------- | -------- | -------- | ------------- | --- |
| 松竹     | 14       | 14       | 14       | 55億4768万円  | 1980年は松竹不振の年だった。正月『神様のくれた赤ん坊』、夏『思えば遠くへ来たもんだ』の併映効果もあって、『男はつらいよ 寅次郎春の夢』（12.2億円）と『男はつらいよ 寅次郎ハイビスカスの花』（12.5億円）はハイアベレージとなった。『遙かなる山の呼び声』（6.1億円）と『わるいやつら』（5.4億円）は成功。『父よ母よ!』（5.1億円）は平凡な成績。『遥かなる走路』と『震える舌』は極端な不振。『五番町夕霧楼』は惨敗。 |
| 松竹     | 12       | 2        | 0        | 86.3%         | 1980年は松竹不振の年だった。正月『神様のくれた赤ん坊』、夏『思えば遠くへ来たもんだ』の併映効果もあって、『男はつらいよ 寅次郎春の夢』（12.2億円）と『男はつらいよ 寅次郎ハイビスカスの花』（12.5億円）はハイアベレージとなった。『遙かなる山の呼び声』（6.1億円）と『わるいやつら』（5.4億円）は成功。『父よ母よ!』（5.1億円）は平凡な成績。『遥かなる走路』と『震える舌』は極端な不振。『五番町夕霧楼』は惨敗。 |
| 東宝     | 22       | 22       | 22       | 132億3531万円 | 1980年の邦画製作界の話題の中心は東宝だった。配給収入が132億3531万円と史上初の100億円突破。配給収入10億円の大台を突破したのは5番組。黒澤明が9年ぶりに監督した『影武者』（27億円）の大ヒット。好稼動だったが国内では製作費32億円を回収できなかった角川映画『復活の日』（24億円）。テレビとの連動で幼児の観客を多く集め大ヒットした『ドラえもん のび太の恐竜』（15.5億円）（併映は『モスラ対ゴジラ』）。角川映画『戦国自衛隊』（13.5億円）。1本立て映画の中では『天平の甍』（11.5億円）は日中友好ムードが動員に結びついたが、『地震列島』と『ルパン三世 カリオストロの城』はヒットしなかった。                                                     |
| 東宝     | 18       | 2        | 2        | 168.0%        | 1980年の邦画製作界の話題の中心は東宝だった。配給収入が132億3531万円と史上初の100億円突破。配給収入10億円の大台を突破したのは5番組。黒澤明が9年ぶりに監督した『影武者』（27億円）の大ヒット。好稼動だったが国内では製作費32億円を回収できなかった角川映画『復活の日』（24億円）。テレビとの連動で幼児の観客を多く集め大ヒットした『ドラえもん のび太の恐竜』（15.5億円）（併映は『モスラ対ゴジラ』）。角川映画『戦国自衛隊』（13.5億円）。1本立て映画の中では『天平の甍』（11.5億円）は日中友好ムードが動員に結びついたが、『地震列島』と『ルパン三世 カリオストロの城』はヒットしなかった。                                                     |
| 東映     | 27       | 27       | 27       | 77億9284万円  | 1980年は東宝にトップを奪われた。配給収入10億円の大台を突破したのは2番組。全社員が前売券を熱心に販売したことやさだまさしの主題歌の効果で『二百三高地』（18億円）が『柳生一族の陰謀』を抜いて東映の新記録を樹立する。東映洋画部扱いの『ヤマトよ永遠に』（13.5億円）。1本立て映画の中では『動乱』（9.5億円）はハイアベレージとなったが、時代劇『影の軍団 服部半蔵』と『徳川一族の崩壊』は完全に沈黙。『森は生きている』を含む春のまんがまつり（8億円）は歴代まんがまつりのトップとなった。凋落傾向にあった「トラック野郎」シリーズが併映作『夢一族 ザ・らいばる』に足を引っ張られ、正月の『トラック野郎・故郷特急便』（7億円）で打ち切りとなった。 |
| 東映     | 20       | 4        | 3        | 97.1%         | 1980年は東宝にトップを奪われた。配給収入10億円の大台を突破したのは2番組。全社員が前売券を熱心に販売したことやさだまさしの主題歌の効果で『二百三高地』（18億円）が『柳生一族の陰謀』を抜いて東映の新記録を樹立する。東映洋画部扱いの『ヤマトよ永遠に』（13.5億円）。1本立て映画の中では『動乱』（9.5億円）はハイアベレージとなったが、時代劇『影の軍団 服部半蔵』と『徳川一族の崩壊』は完全に沈黙。『森は生きている』を含む春のまんがまつり（8億円）は歴代まんがまつりのトップとなった。凋落傾向にあった「トラック野郎」シリーズが併映作『夢一族 ザ・らいばる』に足を引っ張られ、正月の『トラック野郎・故郷特急便』（7億円）で打ち切りとなった。 |
| にっかつ | 76       | 76       | 76       | 34億851万円   | ロマンポルノは安定しているが、一般映画2番組がブレーキとなった。一般映画『桃尻娘 プロポーズ大作戦』/『おさな妻』（1億6500万円）は従来のロマンポルノファンを逃し不発。『元祖大四畳半大物語』は人気の松本零士原作でもSFでなければヒットしないことを証明した。（併映は『鉄騎兵、跳んだ』）。畑中葉子初主演の『愛の白昼夢』（1億9900万円）はロマンポルノの中でトップ5に入るヒットとなった。経営面では7億6000万円の赤字を計上した。 |
| にっかつ | 70       | 6        | 0        | 96.0%         | ロマンポルノは安定しているが、一般映画2番組がブレーキとなった。一般映画『桃尻娘 プロポーズ大作戦』/『おさな妻』（1億6500万円）は従来のロマンポルノファンを逃し不発。『元祖大四畳半大物語』は人気の松本零士原作でもSFでなければヒットしないことを証明した。（併映は『鉄騎兵、跳んだ』）。畑中葉子初主演の『愛の白昼夢』（1億9900万円）はロマンポルノの中でトップ5に入るヒットとなった。経営面では7億6000万円の赤字を計上した。 |

出典:「1980年度日本映画・外国映画業界総決算」『キネマ旬報』1981年（昭和56年）2月下旬号、キネマ旬報社、1981年、112 - 124頁。

## 各国ランキング

### 日本配給収入ランキング
| 順位 | 題名                                   | 製作国                                           | 配給                       | 配給収入 |
| ---- | -------------------------------------- | ------------------------------------------------ | -------------------------- | -------- |
| 1    | スター・ウォーズ 帝国の逆襲            | アメリカ合衆国の旗                               | 20世紀FOX                  | 32.0億円 |
| 2    | 影武者                                 | 日本の旗 · アメリカ合衆国の旗                    | 東宝                       | 27.0億円 |
| 3    | 復活の日                               | 日本の旗                                         | 東宝                       | 24.0億円 |
| 4    | 007/ムーンレイカー                     | イギリスの旗 · フランスの旗 · アメリカ合衆国の旗 | ユナイテッド・アーティスツ | 23.0億円 |
| 5    | 地獄の黙示録                           | アメリカ合衆国の旗                               | ヘラルド                   | 22.5億円 |
| 6    | 二百三高地                             | 日本の旗                                         | 東映                       | 18.0億円 |
| 7    | クレイマー、クレイマー                 | アメリカ合衆国の旗                               | コロムビア                 | 16.0億円 |
| 8    | ドラえもん のび太の恐竜 モスラ対ゴジラ | 日本の旗                                         | 東宝                       | 15.5億円 |
| 9    | ヤマトよ永遠に                         | 日本の旗                                         | 東映洋画                   | 13.5億円 |
| 9    | 戦国自衛隊                             | 日本の旗                                         | 東宝                       | 13.5億円 |

出典:1980年配給収入10億円以上番組 - 日本映画製作者連盟

### 北米興行収入ランキング
| 順位 | 題名                             | スタジオ             | 興行収入     |
| ---- | -------------------------------- | -------------------- | ------------ |
| 1.   | スター・ウォーズ 帝国の逆襲      | 20世紀FOX            | $209,398,025 |
| 2.   | 9時から5時まで                   | 20世紀FOX            | $103,290,500 |
| 3.   | スター・クレイジー               | コロムビア           | $101,300,000 |
| 4.   | フライングハイ                   | パラマウント         | $83,453,539  |
| 5.   | ダーティファイター 燃えよ鉄拳    | ワーナー・ブラザース | $70,687,344  |
| 6.   | プライベート・ベンジャミン       | ワーナー・ブラザース | $69,847,348  |
| 7.   | 歌え!ロレッタ愛のために          | ユニバーサル         | $67,182,787  |
| 8.   | トランザム7000VS激突パトカー軍団 | ユニバーサル         | $66,132,626  |
| 9.   | 青い珊瑚礁                       | コロムビア           | $58,853,106  |
| 10.  | ブルース・ブラザース             | ユニバーサル         | $57,229,890  |

出典: “1980 Domestic Yearly Box Office Results”.  Box Office Mojo. 2015年12月23日閲覧。

## 日本公開映画
1980年の日本公開映画を参照。

## 受賞
- 第53回アカデミー賞
  - 作品賞 - 『普通の人々』
  - 監督賞 - ロバート・レッドフォード（『普通の人々』）
  - 主演男優賞 - ロバート・デ・ニーロ（『レイジング・ブル』）
  - 主演女優賞 - シシー・スペイセク（『歌え!ロレッタ愛のために』）

- 第38回ゴールデングローブ賞
  - 作品賞 (ドラマ部門) - 『普通の人々』
  - 主演女優賞 (ドラマ部門) - メアリ・タイラー・ムーア（『普通の人々』）
  - 主演男優賞 (ドラマ部門) - ロバート・デ・ニーロ（『レイジング・ブル』）
  - 作品賞 (ミュージカル・コメディ部門) -『歌え!ロレッタ愛のために』
  - 主演女優賞 (ミュージカル・コメディ部門) - シシー・スペイセク（『歌え!ロレッタ 愛のために』）
  - 主演男優賞 (ミュージカル・コメディ部門) - レイ・シャーキー（『The Idolmaker』）
  - 監督賞 - ロバート・レッドフォード（『普通の人々』）

- 第46回ニューヨーク映画批評家協会賞 - 『普通の人々』

- 第33回カンヌ国際映画祭
  - パルム・ドール - 『影武者』（黒澤明）、『オール・ザット・ジャズ』（ボブ・フォッシー）
  - 男優賞 - ミシェル・ピッコリ（『SALTO NEL VUOT』）
  - 女優賞 - アヌーク・エーメ（『SALTO NEL VUOTO』）

- 第37回ヴェネツィア国際映画祭
  - 金獅子賞 - 『グロリア』（ジョン・カサヴェテス）、『アトランティック・シティ』 (ルイ・マル）

- 第30回ベルリン国際映画祭
  - 金熊賞 - 『Heartland』 (リチャード・ピアース)、『Palermo or Wolfsburg』 (ヴェルナー・シュレーター)

- 第4回日本アカデミー賞
  - 最優秀作品賞 - 『ツィゴイネルワイゼン』（鈴木清順）
  - 最優秀主演男優賞 - 高倉健（『動乱』『遙かなる山の呼び声』）
  - 最優秀主演女優賞 - 倍賞千恵子（『遥かなる山の呼び声』『男はつらいよ 寅次郎ハイビスカスの花』）

- 第23回ブルーリボン賞
  - 作品賞 - 『影武者』
  - 主演男優賞 - 仲代達矢（『影武者』『二百三高地』）
  - 主演女優賞 - 十朱幸代（『震える舌』）
  - 監督賞 - 鈴木清順（『ツィゴイネルワイゼン』）

- 第54回キネマ旬報ベスト・テン
  - 外国映画第1位 - 『クレイマー、クレイマー』
  - 日本映画第1位 -  『ツィゴイネルワイゼン』

- 第35回毎日映画コンクール
  - 日本映画大賞 - 『影武者』

- 第35回文化庁芸術祭大賞
  - 映画部門（日本記録映画） - 『バングラデシュの大地に』[36]
  - 映画部門（外国映画） - 『大理石の男』[37][38]

## 誕生
- 1月14日 - 玉木宏、日本の俳優
- 1月21日 - 水樹奈々、日本の声優・歌手
- 2月4日 - 桐谷健太、日本の俳優
- 2月6日 - 能登麻美子、日本の声優
- 2月7日 - イ・ジョンヒョン、韓国の歌手・女優
- 2月12日 - クリスティーナ・リッチ、アメリカの女優
- 2月14日 - 山口紗弥加、日本の女優
- 2月20日 - 中村悠一、日本の声優
- 2月27日 - 佐藤隆太、日本の俳優
- 3月31日 - 坂本真綾、日本の声優・歌手
- 4月1日 - 竹内結子、日本の女優（+2020年）
- 4月7日 - 玉山鉄二、日本の俳優
- 4月21日 - 下野紘、日本の声優
- 4月28日 - 江口のりこ、日本の女優
- 5月13日 - 野波麻帆、日本の女優
- 5月22日 - 田中麗奈、日本の女優
- 6月9日 - 植田佳奈、日本の声優
- 6月27日 - 優香、日本のタレント・女優
- 7月18日 - 広末涼子、日本の女優
- 7月19日 - 小嶺麗奈、日本の女優
- 8月19日 - ディーン・フジオカ、日本の俳優
- 9月9日 - 酒井若菜、日本の女優
- 9月29日 - 榎本加奈子、日本の女優
- 10月1日 - 大谷亮平、日本の俳優
- 10月11日 - 杉田智和、日本の声優
- 11月18日 - 茅原実里、日本の声優・歌手
- 11月20日 - 小池栄子、日本のタレント・女優
- 12月9日 - 高橋一生、日本の俳優
- 12月13日 - 妻夫木聡、日本の俳優
- 12月21日 - イ・ウンジュ、韓国の女優（+2005年）
- 12月26日 - 田畑智子、日本の女優

## 死去
| 日付 | 日付 | 名前                       | 国籍                                | 年齢 | 職業                     |
| 1月  | 1日  | アドルフ・ドイチュ         | アメリカ合衆国の旗                  | 82   | 作曲家                   |
| 1月  | 18日 | 岩田祐吉                   | 日本の旗                            | 92   | 俳優                     |
| 1月  | 18日 | セシル・ビートン           | イギリスの旗                        | 76   | 写真家・デザイナー       |
| 1月  | 29日 | ジミー・デュランテ         | アメリカ合衆国の旗                  | 86   | 俳優                     |
| 2月  | 13日 | デヴィッド・ジャンセン     | アメリカ合衆国の旗                  | 48   | 俳優                     |
| 3月  | 11日 | 伊藤雄之助                 | 日本の旗                            | 60   | 俳優                     |
| 4月  | 4日  | アレクサンデル・フォルト   | ポーランドの旗                      | 71   | 映画監督                 |
| 4月  | 16日 | アルフ・シェーベルイ       | スウェーデンの旗                    | 76   | 映画監督                 |
| 4月  | 25日 | マリオ・バーヴァ           | イタリアの旗                        | 65   | 映画監督・撮影監督       |
| 4月  | 29日 | アルフレッド・ヒッチコック | イギリスの旗                        | 80   | 映画監督                 |
| 5月  | 2日  | ジョージ・パル             | ハンガリーの旗 · アメリカ合衆国の旗 | 72   | アニメーター             |
| 5月  | 8日  | 東山千栄子                 | 日本の旗                            | 89   | 女優                     |
| 5月  | 14日 | ヒュー・グリフィス         | イギリスの旗                        | 67   | 俳優                     |
| 5月  | 21日 | 稲垣浩                     | 日本の旗                            | 74   | 映画監督                 |
| 6月  | 18日 | テレンス・フィッシャー     | イギリスの旗                        | 76   | 映画監督                 |
| 6月  | 24日 | ボリス・カウフマン         | ポーランドの旗                      | 82   | 撮影監督                 |
| 7月  | 24日 | ピーター・セラーズ         | イギリスの旗                        | 54   | 俳優                     |
| 7月  | 25日 | ヴラジーミル・ヴィソツキー | ソビエト連邦の旗                    | 42   | 詩人・歌手・俳優         |
| 7月  | 30日 | チャールズ・マッグロー     | アメリカ合衆国の旗                  | 66   | 俳優                     |
| 8月  | 1日  | ストローザー・マーティン   | アメリカ合衆国の旗                  | 61   | 俳優                     |
| 8月  | 14日 | ドロシー・ストラットン     | カナダの旗                          | 20   | プレイメイト・女優       |
| 8月  | 21日 | 大日方伝                   | 日本の旗                            | 73   | 俳優                     |
| 8月  | 26日 | テックス・アヴェリー       | アメリカ合衆国の旗                  | 72   | アニメーター             |
| 9月  | 25日 | ルイス・マイルストン       | アメリカ合衆国の旗                  | 84   | 映画監督                 |
| 10月 | 6日  | 北原文枝                   | 日本の旗                            | 60   | 女優                     |
| 10月 | 17日 | 三城輝子                   | 日本の旗                            | 63   | 女優                     |
| 10月 | 21日 | 嵐寛寿郎                   | 日本の旗                            | 77   | 俳優                     |
| 11月 | 7日  | 越路吹雪                   | 日本の旗                            | 56   | 歌手・女優               |
| 11月 | 7日  | スティーブ・マックイーン   | アメリカ合衆国の旗                  | 50   | 俳優                     |
| 11月 | 22日 | メイ・ウエスト             | アメリカ合衆国の旗                  | 87   | 女優                     |
| 11月 | 24日 | ジョージ・ラフト           | アメリカ合衆国の旗                  | 85   | 俳優                     |
| 11月 | 26日 | レイチェル・ロバーツ       | イギリスの旗                        | 53   | 女優                     |
| 11月 | 26日 | 高尾光子                   | 日本の旗                            | 65   | 女優・子役               |
| 12月 | 6日  | エーヴ・フランシス         | フランスの旗                        | 94   | 女優                     |
| 12月 | 20日 | 渋谷実                     | 日本の旗                            | 73   | 映画監督                 |
| 12月 | 20日 | ベン・シャープスティーン   | アメリカ合衆国の旗                  | 85   | 映画監督、プロデューサー |
| 12月 | 31日 | ラオール・ウォルシュ       | アメリカ合衆国の旗                  | 93   | 映画監督                 |